# Inneres Paulustor (Graz)

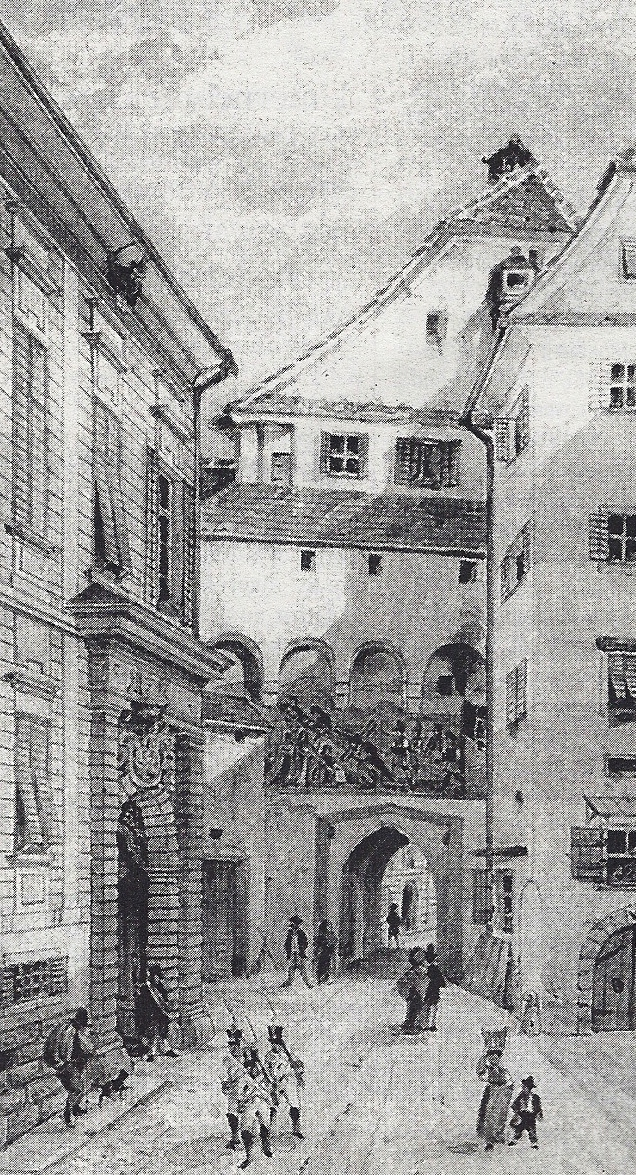
Das Innere Paulustor auf einer historischen Ansicht.

Das Innere Paulustor ist ein historisches Stadttor der Stadt Graz. Es stand von 1355 bis 1846 in der Sporgasse im Bezirk Innere Stadt.

## Geschichte und Gestaltung
Erstmals urkundlich erwähnt wird das sogenannte Innere Paulustor im Jahr 1355. Es war Teil der mittelalterlichen Stadtbefestigung. Sein ehemaliger Standort ist der heutige Platz zwischen dem Palais Saurau und dem Gasthaus zur goldenen Pastete. Namensgebend war die frühere, nahegelegene Pauluskirche, die heute als Stiegenkirche bekannt ist. Durch das Gebäude führte während seiner Bestandszeit die sogenannte Strata hungarica, eine wichtige Handelsroute in den pannonischen Raum. Den Beinamen „Inneres Paulustor“ erhielt das Festungswerk im Zuge der Festungserweiterung in der Spätrenaissance, als das heute noch bestehende Äußere Paulustor 1614 fertiggestellt war. Die Erweiterung des Festungsgürtels war durch einen starken Bevölkerungszuwachs notwendig geworden. Das entstandene Gebiet trug den Namen „Neustadt“.
Das Innere Paulustor hatte mehrere Geschoße, ein Gang über dem Torbogen führte als Teil der Stadtmauer auf den Schlossberg. Dieser stammte aus der Regierungszeit Kaiser Friedrichs III. Erzherzog Karl ließ im Jahr 1590 den Gang überdachen. Das Mauerwerk auf der Innenseite war mit einem Fresko geziert, das Jesus Christus beim Tragen des Kreuzes zeigte. Durch den Verlust seiner Schutzfunktion als Stadttor verfiel das Innere Paulustor zusehends. 1846 erfolgte der Abbruch des Gebäudes.